# La Wally
La Wally is een opera in vier bedrijven, gecomponeerd door Alfredo Catalani, met een libretto van Luigi Illica, gebaseerd op de roman Die Geier-Wally van Wilhelmine von Hillern.  De première vond plaats op 20 januari 1892 in de Scala van Milaan.
Het is de laatste en bekendste opera van Catalani, die het jaar daarop overleed. Met name de aria "Ebben, ne andrò lontana" uit het eerste bedrijf werd bekend dankzij de Franse film Diva van Jean-Jacques Beineix (1981). De opera wordt nog af en toe opgevoerd; onder meer in 2012 in Sankt Gallen, in een regie van Guy Joosten.

## Voornaamste rollen
- Wally (sopraan), dochter van Stromminger
- Stromminger (bas), rijke landeigenaar, de vader van Wally
- Hagenbach (tenor), een jager
- Gellner (bariton), rentmeester van Stromminger
- Afra (mezzosopraan), een herbergierster

## Verhaal
De actie speelt zich af in Tirol.

### Eerste bedrijf
Op een schuttersfeest ter ere van de zeventigste verjaardag van de grootgrondbezitter Stromminger, wordt zijn dochter Wally heimelijk verliefd op de jager Hagenbach uit een nabijgelegen, rivaliserend dorp. Strommingers rentmeester Gellner, die zelf een oogje heeft laten vallen op Wally, verklapt dit aan Stromminger. Die eist dan dat zij huwt met Gellner; anders moet ze het huis verlaten. De eigenzinnige Wally besluit dan om de bergen in te trekken.

### Tweede bedrijf
Wally keert een jaar later terug nadat haar vader is gestorven. Gellner vertelt haar dat Hagenbach is verloofd met de herbergierster Afra en niet geïnteresseerd is in Wally. Op een feest in de herberg wordt Wally door Hagenbach belachelijk gemaakt, waarop ze in woede uitbarst en aan Gellner belooft met hem te trouwen, op voorwaarde dat hij eerst Hagenbach vermoordt. Ze heeft evenwel niet gemerkt dat Hagenbach ondertussen verliefd is geworden op haar.

### Derde bedrijf
Wally krijgt last van gewetenswroeging. Gellner komt bij haar aankloppen met de melding dat hij Hagenbach in een ravijn heeft gegooid. In paniek rent ze naar de plaats van het misdrijf en ze kan Hagenbach nog net van de dood redden. Maar omdat ze nog steeds denkt dat Hagenbach verloofd is met Afra, trekt Wally opnieuw de bergen in.

### Vierde bedrijf
Wally leeft eenzaam in de Alpen en wil nooit meer terug naar het dorp. Hagenbach is ondertussen hersteld en klimt naar haar toe om zijn liefde te bekennen. De twee verzoenen zich met elkaar en Wally volgt haar geliefde naar beneden. Hagenbach wordt echter door een lawine meegesleurd, waarop de radeloze Wally zich in een ravijn stort.